# UCI-Trial-Weltcup 2011
Beim UCI-Trial-Weltcup 2011 wurden durch die Union Cycliste Internationale die Weltcupsieger im Trial ermittelt.

## Ablauf
Der Weltcup 2011 bestand aus fünf Läufen in einem kompakten Programm von Juni bis August:
- Champvent: 25.–26. Juni
- Val-d’Isère: 1.–2. Juli
- Antwerpen: 29.–31. Juli
- Wałbrzych: 6.–7. August
- Pra-Loup: 20.–21. August

Der Lauf von Champvent fand im Rahmen der 1000-Jahr-Feier der Gemeinde statt.

## Männer 20 Zoll
In der 20-Zoll-Klasse kamen 62 Fahrer in die Wertung.
| # | Datum      | Ort         | Erster         | Zweiter        | Dritter        |
| - | ---------- | ----------- | -------------- | -------------- | -------------- |
| 1 | 26. Juni   | Champvent   | Benito Ros     | Abel Mustieles | Daniel Comas   |
| 2 | 2. Juli    | Val-d’Isère | Abel Mustieles | Daniel Comas   | Benito Ros     |
| 3 | 31. Juli   | Antwerpen   | Benito Ros     | Abel Mustieles | Rick Koekoek   |
| 4 | 7. August  | Wałbrzych   | Benito Ros     | Daniel Comas   | Abel Mustieles |
| 5 | 21. August | Pra-Loup    | Benito Ros     | Abel Mustieles | Daniel Comas   |

Gesamtwertung
| Platz | Name           | Punkte |
| ----- | -------------- | ------ |
| 1     | Benito Ros     | 605    |
| 2     | Abel Mustieles | 560    |
| 3     | Matthias Mrohs | 460    |
| 4     | Rick Koekoek   | 445    |
| 5     | Daniel Comas   | 430    |
| 6     | Marius Merger  | 410    |

## Männer 26 Zoll
66 Teilnehmer kamen in die Wertung.
| # | Datum      | Ort         | Erster             | Zweiter             | Dritter             |
| - | ---------- | ----------- | ------------------ | ------------------- | ------------------- |
| 1 | 26. Juni   | Champvent   | Gilles Coustellier | Giacomo Coustellier | Vincent Hermance    |
| 2 | 2. Juli    | Val-d’Isère | Vincent Hermance   | Gilles Coustellier  | Kenny Belaey        |
| 3 | 31. Juli   | Antwerpen   | Vincent Hermance   | Gilles Coustellier  | Kenny Belaey        |
| 4 | 7. August  | Wałbrzych   | Kenny Belaey       | Vincent Hermance    | Giacomo Coustellier |
| 5 | 21. August | Pra-Loup    | Gilles Coustellier | Vincent Hermance    | Kenny Belaey        |

Gesamtwertung
| Platz | Name                | Punkte |
| ----- | ------------------- | ------ |
| 1     | Vincent Hermance    | 575    |
| 2     | Kenny Belaey        | 540    |
| 3     | Giacomo Coustellier | 510    |
| 4     | Gilles Coustellier  | 470    |
| 5     | Guillaume Dunand    | 440    |
| 6     | Hannes Herrmann     | 430    |

## Frauen
Der Frauen-Weltcup zählte 11 Teilnehmerinnen. Karin Moor gewann in ihrer letzten Saison noch einmal ungeschlagen den Weltcup. Mit Janine Jungfels kam erstmals eine nicht-europäische Fahrerin auf das Podium eines Einzelwettbewerbs und der Gesamtwertung.
| # | Datum      | Ort         | Erste      | Zweite          | Dritte            |
| - | ---------- | ----------- | ---------- | --------------- | ----------------- |
| 1 | 26. Juni   | Champvent   | Karin Moor | Gemma Abant     | Tatiana Janíčková |
| 2 | 2. Juli    | Val-d’Isère | Karin Moor | Gemma Abant     | Mireia Abant      |
| 3 | 31. Juli   | Antwerpen   | Karin Moor | Janine Jungfels | Gemma Abant       |
| 4 | 7. August  | Wałbrzych   | Karin Moor | Gemma Abant     | Romina Fix        |
| 5 | 21. August | Pra-Loup    | Karin Moor | Gemma Abant     | Tatiana Janíčková |

Gesamtwertung
| Platz | Name              | Punkte |
| ----- | ----------------- | ------ |
| 1     | Karin Moor        | 625    |
| 2     | Gemma Abant       | 545    |
| 3     | Janine Jungfels   | 510    |
| 4     | Mireia Abant      | 490    |
| 5     | Tatiana Janíčková | 390    |
| 6     | Romina Fix        | 370    |